# Премия «Эмми» за лучшее озвучивание
Прайм-таймовая премия «Эмми» за лучшее озвучивание (англ. Primetime Emmy Award for Outstanding Voice-Over Performance) – это Премия «Эмми» в области творческих искусств, присуждаемая Академией телевизионных искусств и наук. Она присуждается исполнителю за выдающееся «непрерывного или одиночного озвучивания в сериале или специальном выпуске». До 1992 года актёры озвучивания могли номинироваться за свои исполнения в актёрских категориях с живым выступлением. Премия была впервые вручена в 1992 году, когда её разделили шесть актёров озвучивания «Симпсонов». С 1992 по 2008 год это была награда жюри, поэтому номинаций не было, и в течение одного года было несколько или не было ни одного получателя. В 2009 году правила были изменены на категорную награду с пятью номинантами.
Обычно победителем становится голос актёра из анимационного шоу, но некоторые рассказчики шоу с живым выступлением выиграли, например, Кит Дэвид в 2005 и 2008 годах. В 1996 и 2007 годах победителя не называли.
Девять актёров озвучивания из «Симпсонов» выиграли вместе 14 Эмми. Из них Дэн Кастелланета выиграл четыре, а Хэнк Азариа – три. Джанет Дюбуа выиграла две за «The PJs», Кит Дэвид выиграл две за его повествование о различных документальных фильмах, а Морис Ламарш выиграл две за «Футураму». Актёры озвучивания из шоу на Fox получили 17 из 27 наград.
В 2014 году эта категория была разделена на две категории – Лучший рассказчик и Лучшее озвучивание персонажа. Как и в случае с длинной формой и реальностью, это разделение учитывает и учитывает общий восходящий тренд отрасли в совершенно разных достижениях, таких как голос за кадром и голосовое исполнение персонажей.

## Правила
В то время как большинство Прайм-тайм премии «Эмми» выбирают победителей из группы номинантов, награда за лучшее озвучивание оценивалась жюри с 1992 по 2008 год. Каждый абитуриент был показан группой из членов Академии телевизионных искусств и наук из анимационного отделения, а также из актёрского отделения с указаниями за озвучку. Потенциальные номинанты должны были предоставить DVD, содержащий отредактированную версию одного эпизода и изображение персонаж(ей), которые были озвучены. Материалы, которые длились менее чем 30 минут, следовало отредактировать, чтобы они были короче чем пяти минут; записи продолжительностью более чем 30 минут были отредактированы до менее чем десяти. До 2007 года максимальная продолжительность монтажа составляла десять и пятнадцать минут соответственно. Каждый участник, получивший одобрение большинства, перешел ко второй комиссии. Победители «Эмми» должны были быть выбраны единогласно этой второй комиссией, за исключением того, что на каждые 12 человек или их часть в комиссии разрешался один голос «против», кроме как от руководителя комиссии.
В 2009 году Академия изменила награду с «жюри» на «категорию» с шестью номинантами и одним победителем.

## Победители (1992–2008)
| Год  | Победитель                          | Персонаж(ы) | Сериал или специальный выпуск                                      | Сеть                                | Пр.                                 |
| ---- | ----------------------------------- | --- | ------------------------------------------------------------------ | ----------------------------------- | ----------------------------------- |
| 1992 | Нэнси Картрайт                      | Барт Симпсон | Симпсоны: "Separate Vocations"                                     | Fox                                 | [ 7 ]                               |
| 1992 | Дэн Кастелланета                    | Гомер Симпсон                                                                                                   | Симпсоны: "Lisa's Pony"                                            | Fox                                 | [ 7 ]                               |
| 1992 | Джулия Кавнер                       | Мардж Симпсон                                                                                                   | Симпсоны: "I Married Marge"                                        | Fox                                 | [ 7 ]                               |
| 1992 | Джеки Мейсон                        | Раввин Крастовски                                                                                               | Симпсоны: "Like Father, Like Clown"                                | Fox                                 | [ 7 ]                               |
| 1992 | Ярдли Смит                          | Лиза Симпсон | Симпсоны: "Lisa the Greek"                                         | Fox                                 | [ 7 ]                               |
| 1992 | Марсия Уоллес                       | Эдна Крабаппл                                                                                                   | Симпсоны: "Bart the Lover"                                         | Fox                                 | [ 7 ]                               |
| 1993 | Дэн Кастелланета                    | Гомер Симпсон, Абрахам Симпсон и другие персонажи                                                               | Симпсоны: "Mr. Plow"                                               | Fox                                 | [ 8 ]                               |
| 1994 | Кристофер Пламмер                   | Рассказчик | Мадлен и её друзья                                                 | Family                              | [ 9 ]                               |
| 1995 | Джонатан Кац                        | Доктор Кац | Доктор Кац                                                         | Comedy Central                      | [ 10 ]                              |
| 1996 | Эмми в этой категории не присуждена | Эмми в этой категории не присуждена                                                                             | Эмми в этой категории не присуждена                                | Эмми в этой категории не присуждена | Эмми в этой категории не присуждена |
| 1997 | Джереми Айронс                      | Зигфрид Сассун                                                                                                  | Великая война и формирование XX века: Война без конца              | PBS                                 | [ 11 ]                              |
| 1997 | Рик Майял                           | Мистер Тоад | Ветер в ивах                                                       | Family                              | [ 11 ]                              |
| 1998 | Хэнк Азариа                         | Апу Нахасапимапетилон                                                                                           | Симпсоны                                                           | Fox                                 | [ 12 ]                              |
| 1999 | Джанет Дюбуа                        | Миссис Флоренс Эйвери                                                                                           | The PJs                                                            | Fox                                 | [ 13 ]                              |
| 2000 | Сет Макфарлейн                      | Стьюи Гриффин                                                                                                   | Гриффины                                                           | Fox                                 | [ 14 ]                              |
| 2000 | Джули Харрис                        | Сьюзен Б. Энтони                                                                                                | Не для нас самих: История Элизабет Кэди Стэнтон и Сьюзен Б. Энтони | PBS                                 | [ 14 ]                              |
| 2001 | Хэнк Азариа                         | Продавец комиксов, Апу Нахасапимапетилон, Карл Карлсон, Лу, Шеф Виггам и Мо Сизлак                              | Симпсоны: "Worst Episode Ever"                                     | Fox                                 | [ 15 ]                              |
| 2001 | Джанет Дюбуа                        | Миссис Флоренс Эйвери                                                                                           | The PJs: "Let's Get Ready To Rumba"                                | The WB                              | [ 15 ]                              |
| 2002 | Питер Макон                         | Рассказчик | Анимированные сказки мира: Джон Генри, Стальной водитель           | HBO                                 | [ 16 ]                              |
| 2002 | Памела Эдлон                        | Бобби Хилл, Кларк Питерс и Чейн Вассанасонг                                                                     | Царь горы: "Bobby Goes Nuts"                                       | Fox                                 | [ 16 ]                              |
| 2003 | Хэнк Азариа                         | Мо Сизлак, Карл Карлсон, Шеф Виггам, Апу Нахасапимапетилон, Джонни Рот-на-замке, Человек-шмель и Клетус Спаклер | Симпсоны: "Moe Baby Blues"                                         | Fox                                 | [ 17 ]                              |
| 2004 | Дэн Кастелланета                    | Клоун Красти, Гомер Симпсон, Абрахам Симпсон, Садовник Вилли, Сайдшоу Мел, Барни Гамбл и Щекотка                | Симпсоны: "Today I Am A Clown"                                     | Fox                                 | [ 18 ]                              |
| 2005 | Кит Дэвид                           | Рассказчик | Непростительная чернота: Взлеты и падения Джека Джонсона           | PBS                                 | [ 19 ]                              |
| 2006 | Келси Грэммер                       | Сайдшоу Боб | Симпсоны: "The Italian Bob"                                        | Fox                                 | [ 20 ]                              |
| 2007 | Эмми в этой категории не присуждена | Эмми в этой категории не присуждена                                                                             | Эмми в этой категории не присуждена                                | Эмми в этой категории не присуждена | Эмми в этой категории не присуждена |
| 2008 | Кит Дэвид                           | Рассказчик | Война: Необходимая война                                           | PBS                                 | [ 21 ]                              |

## Победители и номинанты (2009–2013)
| Год         | Номинанты         | Персонаж(ы)                                                                                                 | Сериал или специальный выпуск                | Эпизод                                            | Сеть            |
| ----------- | ----------------- | --- | -------------------------------------------- | ------------------------------------------------- | --------------- |
| 2009 (61-я) | Дэн Кастелланета  | Гомер Симпсон                                                                                               | Симпсоны                                     | "Father Knows Worst"                              | Fox             |
| 2009 (61-я) | Рон Рифкин        | Рассказчик                                                                                                  | Американские мастера                         | "Jerome Robbins: Something To Dance About"        | PBS             |
| 2009 (61-я) | Сет Грин          | Разные | Робоцып                                      | "Robot Chicken: Star Wars Episode II"             | Cartoon Network |
| 2009 (61-я) | Сет Макфарлейн    | Питер Гриффин                                                                                               | Гриффины                                     | "I Dream of Jesus"                                | Fox             |
| 2009 (61-я) | Гарри Ширер       | Мистер Бёрнс, Смитерс, Кент Брокман и Ленни Леонард                                                         | Симпсоны                                     | "The Burns and the Bees"                          | Fox             |
| 2009 (61-я) | Хэнк Азариа       | Мо Сизлак                                                                                                   | Симпсоны                                     | "Eeny Teeny Maya Moe"                             | Fox             |
| 2010 (62-я) | Энн Хэтэуэй       | Принцесса Пенелопа                                                                                          | Симпсоны                                     | "Once Upon a Time in Springfield"                 | Fox             |
| 2010 (62-я) | Х. Джон Бенжамин  | Стерлинг Арчер                                                                                              | Спецагент Арчер                              | "Mole Hunt"                                       | FX              |
| 2010 (62-я) | Дэйв Фоли         | Уэйн | Приготовление и начало                       | Приготовление и начало                            | ABC             |
| 2010 (62-я) | Сет Грин          | Командир Кобры, Кино Рассказчик и Ботан из Робоцыпа                                                         | Робоцып                                      | "Cannot Be Erased, So Sorry"                      | Cartoon Network |
| 2010 (62-я) | Хэнк Азариа       | Апу Нахасапимапетилон и Мо Сизлак                                                                           | Симпсоны                                     | "Moe Letter Blues"                                | Fox             |
| 2010 (62-я) | Дэн Кастелланета  | Абрахам Симпсон и Гомер Симпсон                                                                             | Симпсоны                                     | "Thursdays with Abie"                             | Fox             |
| 2011 (63-я) | Морис Ламарш      | Лррр, Орсон Уэллс                                                                                           | Футурама                                     | "Lrrreconcilable Ndndifferences"                  | Comedy Central  |
| 2011 (63-я) | Боб Берген        | Порки Пиг                                                                                                   | Шоу Луни Тюнз                                | "Jailbird And Jailbunny"                          | Cartoon Network |
| 2011 (63-я) | Дэн Кастелланета  | Гомер Симпсон, Клоун Красти, Барни Гамбл, Луи                                                               | Симпсоны                                     | "Donnie Fatso"                                    | Fox             |
| 2011 (63-я) | Сет Грин          | Бэтмен, Командир Кобры, Судья, Водитель Светоцикла, Ведущий новостей, Ботан из Робоцыпа, Подросток, Венджер | Робоцып                                      | "Catch Me If You Kangaroo Jack"                   | Cartoon Network |
| 2011 (63-я) | Кристофер Пламмер | Рассказчик                                                                                                  | История Голливуда: Магнаты и кинозвёзды      | "The Birth of Hollywood"                          | TCM             |
| 2011 (63-я) | Бренда Стронг     | Мэри Элис Янг                                                                                               | Отчаянные домохозяйки                        | "Come on Over for Dinner"                         | ABC             |
| 2012 (64-я) | Морис Ламарш      | Клешни, Донбот, Гипер-цыплёнок, Калькулон, Робот-Гедонист, Морбо                                            | Футурама                                     | "The Silence of the Clamps"                       | Comedy Central  |
| 2012 (64-я) | Хэнк Азариа       | Мо Сизлак, Даффмен, Мексиканский Даффмен, Карл Карлсон, Продавец комиксов, Шеф Виггам                       | Симпсоны                                     | "Moe Goes from Rags to Riches"                    | Fox             |
| 2012 (64-я) | Дэн Повенмайр     | Доктор Фуфелшмертц                                                                                          | Финес и Ферб: Покорение 2-го измерения       | Финес и Ферб: Покорение 2-го измерения            | Disney          |
| 2012 (64-я) | Роб Риггл         | Ноэль | Секретная служба Санты: Шалуны против Паинек | Секретная служба Санты: Шалуны против Паинек      | ABC             |
| 2012 (64-я) | Бренда Стронг     | Мэри Элис Янг                                                                                               | Отчаянные домохозяйки                        | "Give Me the Blame" / "Finishing the Hat"         | ABC             |
| 2012 (64-я) | Кристен Уиг       | Лола Банни                                                                                                  | Шоу Луни Тюнз                                | "Double Date"                                     | Cartoon Network |
| 2013 (65-я) | Лили Томлин       | Рассказчик                                                                                                  | В защиту слонов                              | В защиту слонов                                   | HBO             |
| 2013 (65-я) | Сет Макфарлейн    | Брайан Гриффин, Стьюи Гриффин, Питер Гриффин                                                                | Гриффины                                     | "Brian's Play"                                    | Fox             |
| 2013 (65-я) | Алекс Борштейн    | Лоис Гриффин и Триша Таканава                                                                               | Гриффины                                     | "Lois Comes Out Of Her Shell"                     | Fox             |
| 2013 (65-я) | Сет Грин          | Абин Сур, Аквамен, Бэтмен, Зелёная Стрела, Марсианский Охотник, Ботан и Робин                               | Робоцып                                      | "Robot Chicken DC Comics Special"                 | Cartoon Network |
| 2013 (65-я) | Сэм Эллиотт       | Рассказчик                                                                                                  | Робоцып                                      | "Hurtled From A Helicopter Into A Speeding Train" | Cartoon Network |
| 2013 (65-я) | Боб Берген        | Порки Пиг                                                                                                   | Шоу Луни Тюнз                                | "We’re In Big Truffle"                            | Cartoon Network |